# Region Ratyzbona
Region Ratyzbona (niem. Planungsregion Regensburg) – region planowania w Niemczech, w kraju związkowym Bawaria, w rejencji Górny Palatynat oraz Dolna Bawaria. Siedzibą regionu jest miasto na prawach powiatu Ratyzbona.
Region leży we wschodniej części Bawarii. Na wschodzie graniczy z Czechami na południu z regionem planowania Donau-Wald oraz Landshut, na zachodzie z regionem planowania Industrieregion Mittelfranken i Ingolstadt, a na północy z regionem planowania Oberpfalz-Nord.

## Podział administracyjny
W skład regionu Ratyzbona wchodzi:
- jedno miasto na prawach powiatu: (kreisfreie Stadt)
- trzy powiaty ziemskie (Landkreis)
- cztery gminy miejskie oraz dziewięć gmin wiejskich z powiatu Kelheim, reszta gmin tego powiatu ze wspólnoty administracyjnej Mainburg należy do regionu planowania Landshut w Dolnej Bawarii.

Miasta na prawach powiatu:
| Lp. | Nazwa miasta           | Ludność (31.12.2010) | Powierzchnia km² |
| --- | ---------------------- | -------------------- | ---------------- |
| 1   | Ratyzbona (Regensburg) | 135.520              | 80,76            |

Powiaty ziemskie:
| Lp. | Nazwa powiatu             | Ludność (31.12.2010) | Powierzchnia km² | Liczba gmin |
| --- | ------------------------- | -------------------- | ---------------- | ----------- |
| 1   | Cham                      | 128.322              | 1.518,80         | 39          |
| 2   | Kelheim                   | 92.394               | 871,89           | 13          |
| 3   | Neumarkt in der Oberpfalz | 127.769              | 1.344,23         | 19          |
| 4   | Ratyzbona (Regensburg)    | 183.796              | 1.395,92         | 41          |

## Zmiany administracyjne
- 1 listopada 2013
  - 8,84 km² przyłączono do powiatu Cham z powiatu Schwandorf w regionie Oberpfalz-Nord.